# 130088 Grantcunningham
130088 Grantcunningham è un asteroide della fascia principale. Scoperto nel 1999, presenta un'orbita caratterizzata da un semiasse maggiore pari a 2,5991055 au e da un'eccentricità di 0,1816765, inclinata di 13,05846° rispetto all'eclittica.
L'asteroide è dedicato allo scienziato statunitense Grant Cunningham.